# عبد الله بن خالد بن أسيد
عبد الله بن خالد بن أسيد وهو ابن أخي عتاب بن أسيد ووالد أمية بن عبد الله. في صحبته ورؤيته نظر. روى عنه ابنه عبد العزيز حديث أن النبي قال: «عرفة يوم الذي يعرف فيه الناس». أخرجه ابن منده وأبو نعيم.
قال ابن منده: هو مخزومي، وليس بشيء، وهو أموي لا شبهة فيه. وفي صحبته وروايته نظر. قال ابن الأثير: هو أموي، لا شبهة فيه. وتبعه أبو نعيم، لكن عرفه بأنه ابن أخي عتاب بن أسيد، وذلك يقتضي أنه أموي لا مخزومي.
وقال عمر بن شبة في «كتاب مكة»: لما استخلف عثمان وكثر الناس وسع المسجد الحرام، واشترى دورا وهدمها، وزاد فيه، وهدم على قوم من جيران المسجد دورهم أبوا أن يبيعوا، ووضع لهم الأثمان فضجوا عند البيت، فأمر بحبسهم حتى كلمه فيهم عبد الله بن خالد بن أسيد بن أبي العيص. واستعمله زياد على بلاد فارس، واستخلفه زياد حين مات، وهو الذي صلى على زياد، وأقره معاوية على الولاية بعد 

## حياته

### نسبه
عبد الله بن خالد بن أسيد بن أبي العيص بن أمية بن عبد شمس بن عبد مناف. وأمه ريطة بنت عبد الله بن خزاعي بن أسيد من ثقيف. 

### أبناءه
- خالد وأمية وعبد الرحمن وأمهم أم حجير بنت شيبة بن عثمان بن أبي طلحة بن عبد العزى بن عثمان بن عبد الدار بن قصي. [3]

- عثمان بن عبد الله وأمه أم سعيد بنت عثمان بن عفان.

- عبد العزيز وعبد الملك وأمهما أم حبيب بنت جبير بن مطعم بن عدي بن نوفل بن عبد مناف.

- عمران بن عبد الله وعمرا والقاسم وأم عمرو وزينب وأمهم السرية بنت عبد عمرو بن حصن بن حذيفة بن بدر الفزاري.

- محمدا والحصين والمخارق وأم عبد العزيز وأم عبد الملك وأم محمد ومريم وأمهم مليكة بنت الحصين بن عبد يغوث بن الأزرق من مراد.

- أبا عثمان بن عبد الله لأم ولد.